# The Garb
The Garb es el proyecto musical de Germán "Mono" Burgos, anteriormente conocido como Burgos Simpatía.

## Carrera
Gran admirador de los Rolling Stones, Burgos inició una carrera musical a principios de la década de 1990, formando un grupo llamado La Piara junto al guitarrista Oscar Kamienomosky, cuando todavía jugaba en el club Ferro Carril Oeste, de la Liga argentina de fútbol, carrera con la cual continuó mientras jugaba en su siguiente club: River Plate, y luego en España, a lo largo de su paso por el Real Club Deportivo Mallorca, y el Atlético Madrid.
Con La Piara hacían versiones de Los Ratones Paranoicos, Pappo y, precisamente, The Rolling Stones.
Luego de cierto distanciamiento, hacia fines de la década, Burgos se vuelve a juntar con Kamienomosky, y rebautizan al grupo como Burgos Simpatía (en alusión a la canción "Sympathy for the Devil").
En 1999 apareció su primer disco como Burgos Simpatía, Jaque al rey, editado por el sello Musimundo, perteneciente a una cadena dedicada a la venta de discos, mientras que en España lo publicó el sello Blau.
Al año siguiente Germán lanzó un segundo álbum, Fasolera de tribunas, nuevamente plagado de rock and roll al estilo Stones, hard rock y blues rock.
En el año 2002, y ya en Madrid, con la banda rebautizada The Garb, Burgos sacó al mercado el CD Líneas calientes, seguido de Abismos del 2005, álbumes autogestionados y sólo lanzados en el mercado español.
Burgos siempre ha sido el cantante, líder y cara visible de la banda (de hecho Garb son sus iniciales: Germán Adrián Ramón Burgos), aunque ha estado acompañado de un buen número de instrumentistas.

## Músicos que pasaron por el grupo
- Oscar Kamienomosky (guitarra)
- Gustavo Donés (bajo)
- Walter Sidotti (batería)
- Paloma Ramón (teclados)
- Rafael de la Cruz (batería)
- Carlos Sainz (guitarra)
- Fernando Girón (guitarra)
- Andrés de Marco (bajo)
- Luis "Mistic" Molina (bajo)
- Andrés Duende (guitarra)
- Rodrigo Paredes (guitarra)
- Mariano Grasso (batería)

## Discografía
- Jaque al rey (Burgos Simpatía, 1999)
- Fasolera de tribunas (Burgos Simpatía, 2000)
- Líneas calientes (2002)
- Abismos (2005)